# Olga Minejeva
Olga Pavlovna Minejeva (ryska: Ольга Павловна Минеевна), född den 1 oktober 1952, är en rysk före detta friidrottare som under 1970- och 1980-talet tävlade i medeldistanslöpning för Sovjetunionen. 
Minejeva deltog vid Olympiska sommarspelen 1980 i Moskva där hon slutade på andra plats på 800 meter. Vid EM två år senare i Aten blev det guld på 800 meter och brons i stafetten på 4 x 400 meter.